# Stróżówka
Stróżówka – wieś w Polsce, położona w województwie małopolskim, w powiecie gorlickim, w gminie Gorlice.

## Historia
14 sierpnia 1942 roku z gett Gorlice i Bobowa siłą przywieziono około 700 Żydów. Zostali zastrzeleni i pochowani w zbiorowym grobie w pobliskim lesie.
W latach 1975–1998 miejscowość administracyjnie należała do województwa nowosądeckiego.
1 września 1977 znaczną część Stróżówki (138 ha) włączono do Gorlic.

## Integralne części wsi
| SIMC    | Nazwa         | Rodzaj    |
| ------- | ------------- | --------- |
| 0425580 | Garbacz       | część wsi |
| 0425596 | Granice       | część wsi |
| 0425604 | Kozia Góra    | część wsi |
| 0425610 | Na Kozicy     | część wsi |
| 0425627 | Na Krzyżki    | część wsi |
| 0425633 | Na Wielki Las | część wsi |
| 0425640 | Pod Łysą Górą | część wsi |

## Zabytki

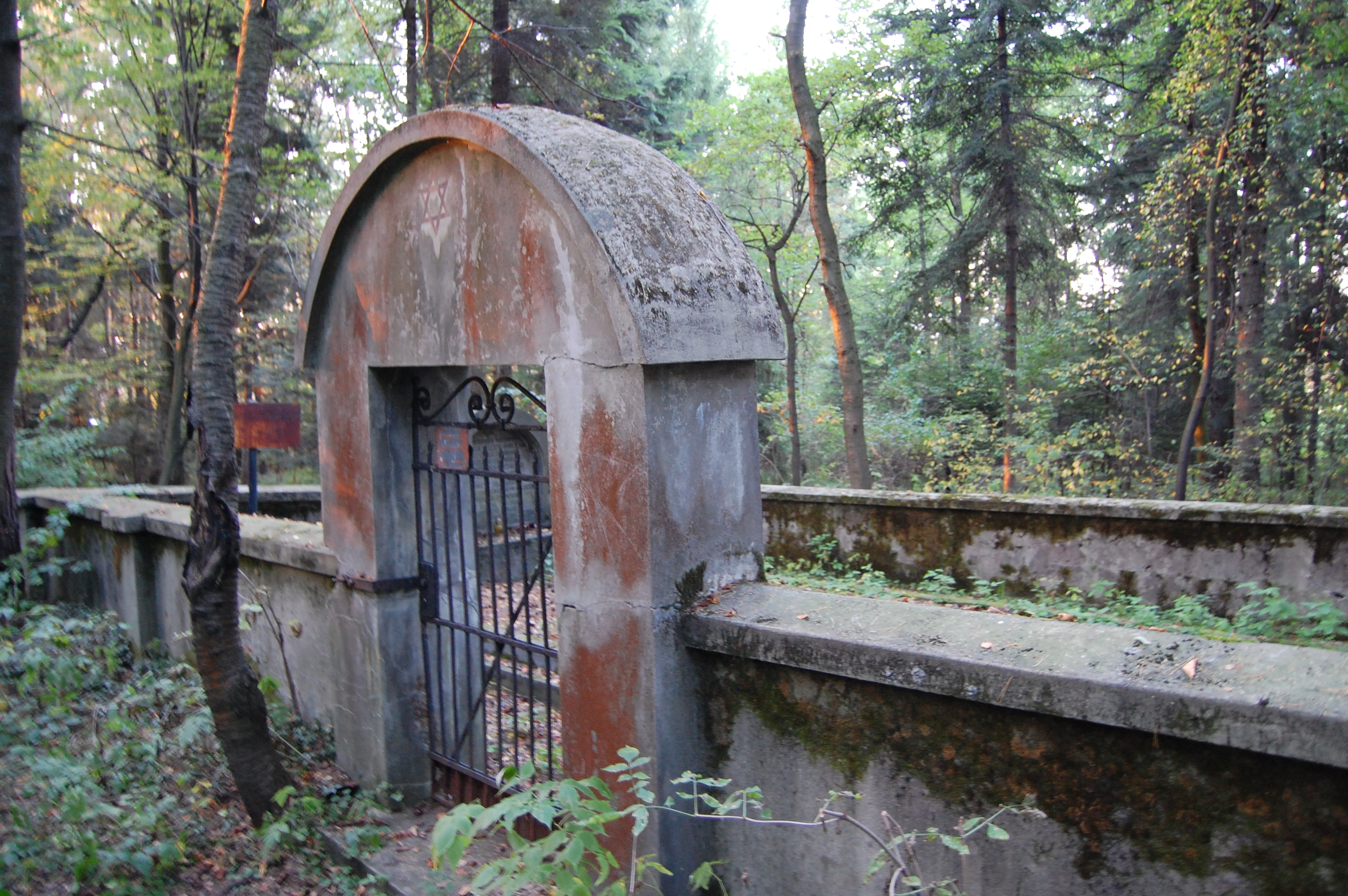
Cmentarz żydowski

Obiekty wpisane do rejestru zabytków nieruchomych województwa małopolskiego:
- cmentarz żydowski
- cmentarz wojenny nr 92 z I wojny światowej
- cmentarz wojenny nr 93 z I wojny światowej
- cmentarz wojenny nr 94 z I wojny światowej
- cmentarz wojenny nr 95 z I wojny światowej
- cmentarz wojenny nr 96 z I wojny światowej
- cmentarz wojenny nr 97 z I wojny światowej.

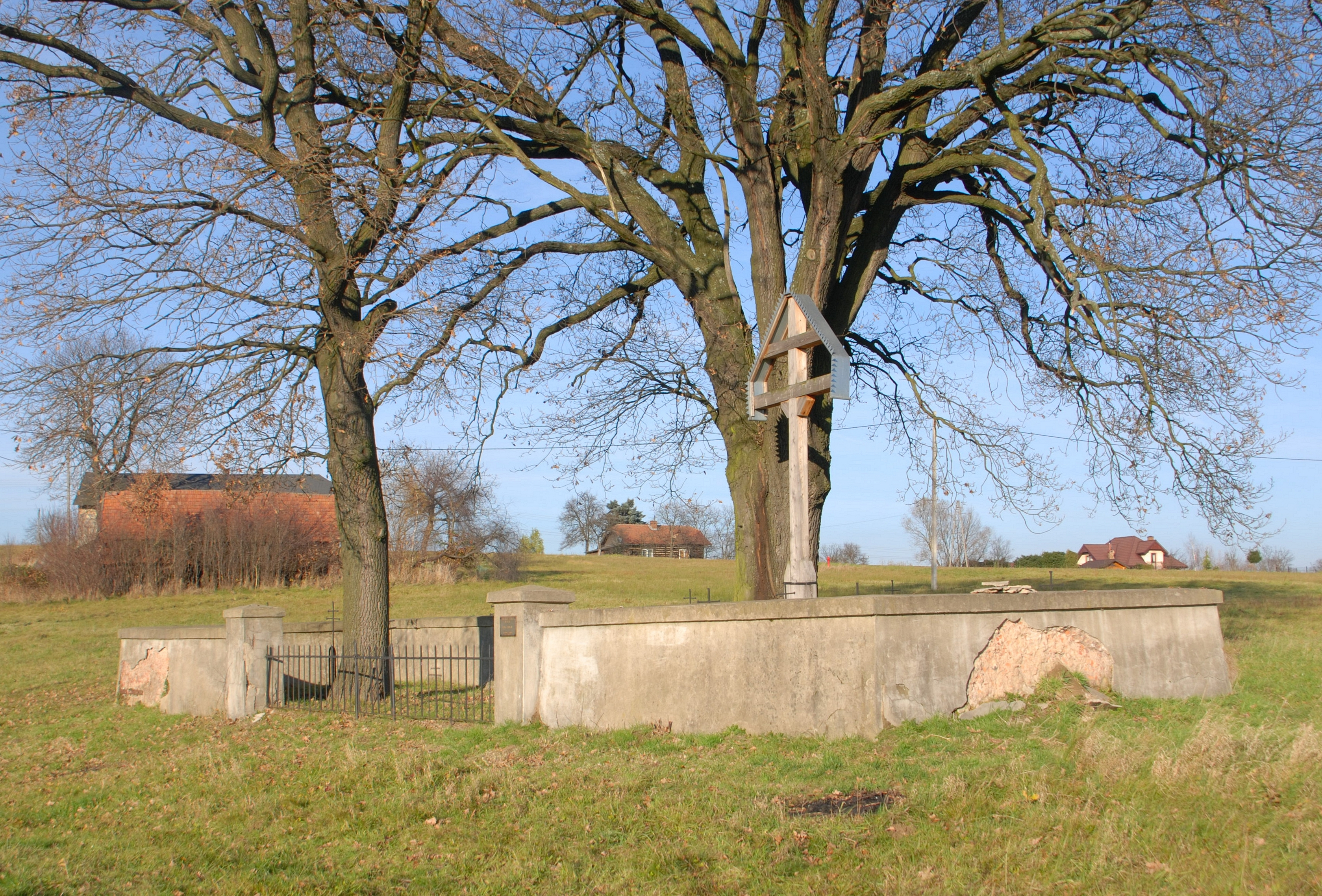
Cmentarz wojenny nr 92
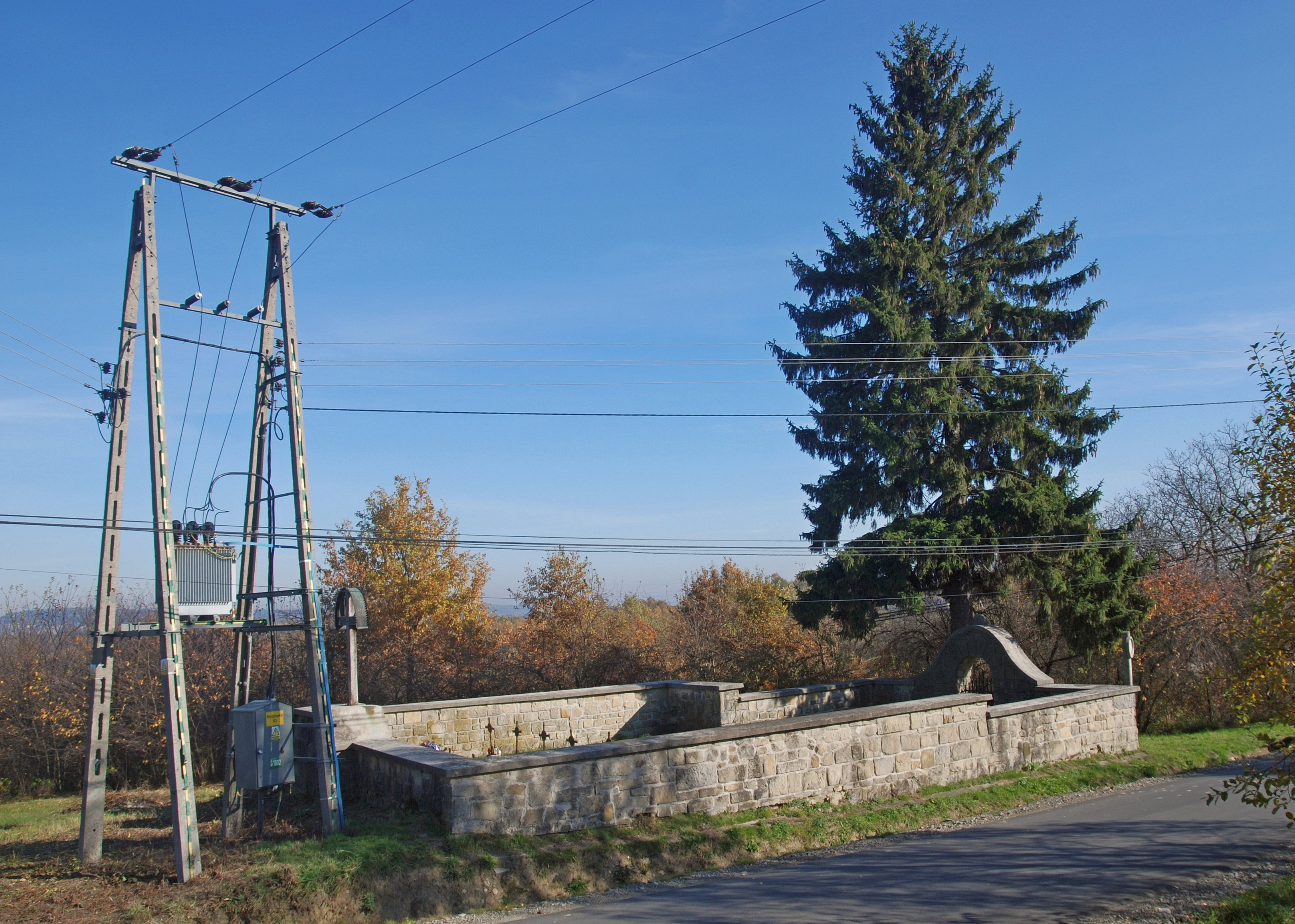
Cmentarz wojenny nr 93
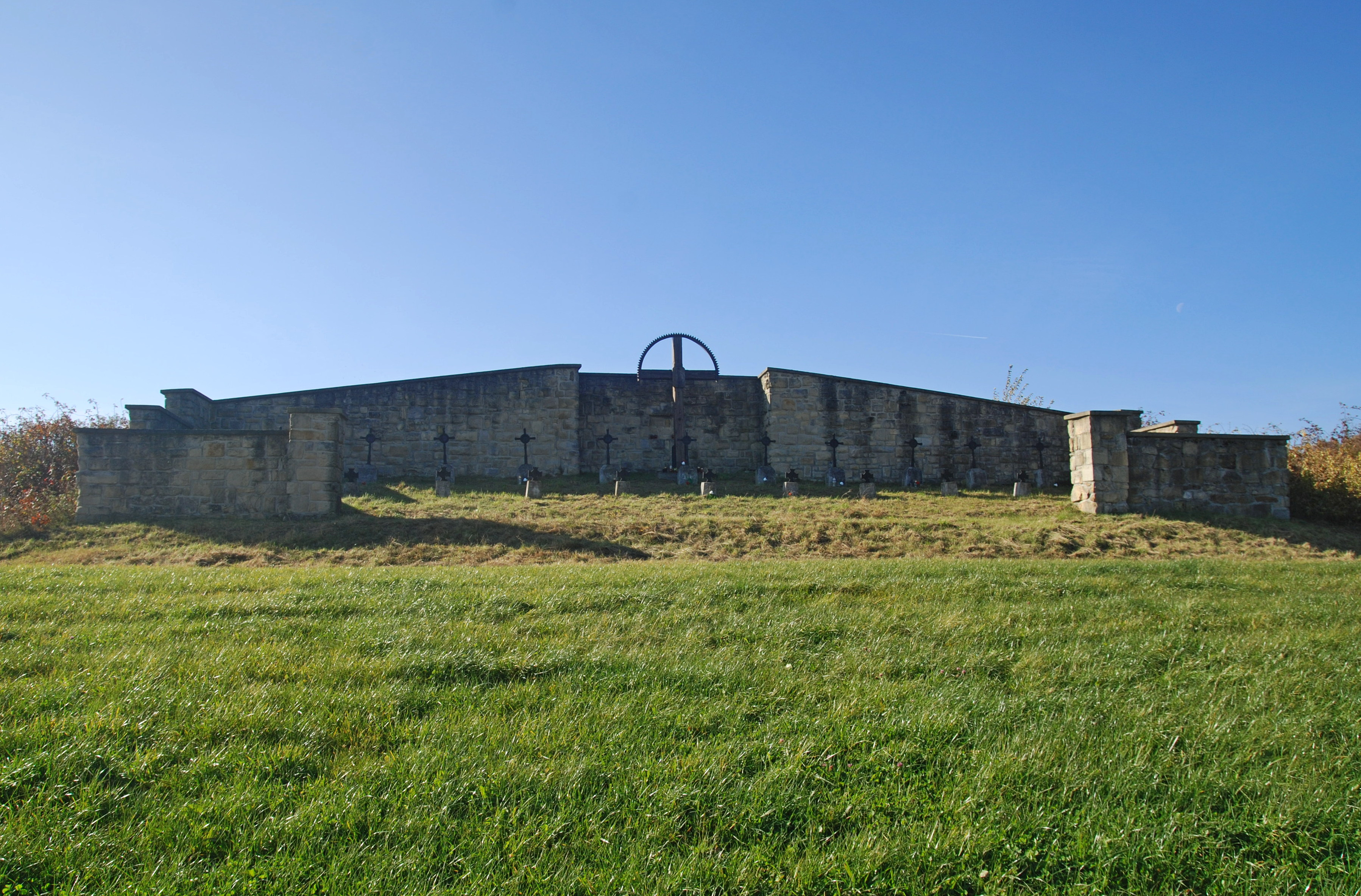
Cmentarz wojenny nr 94
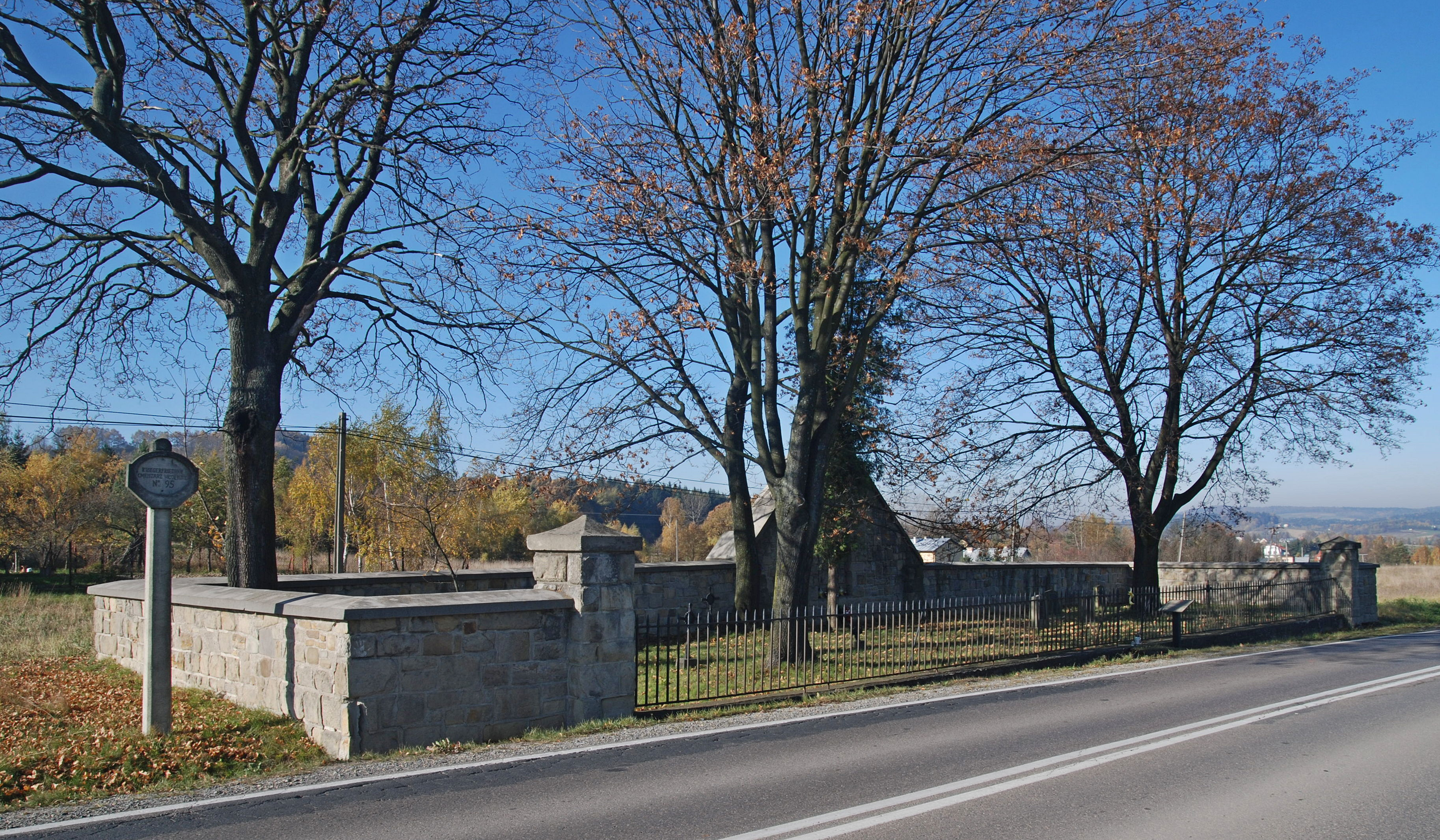
Cmentarz wojenny nr 95
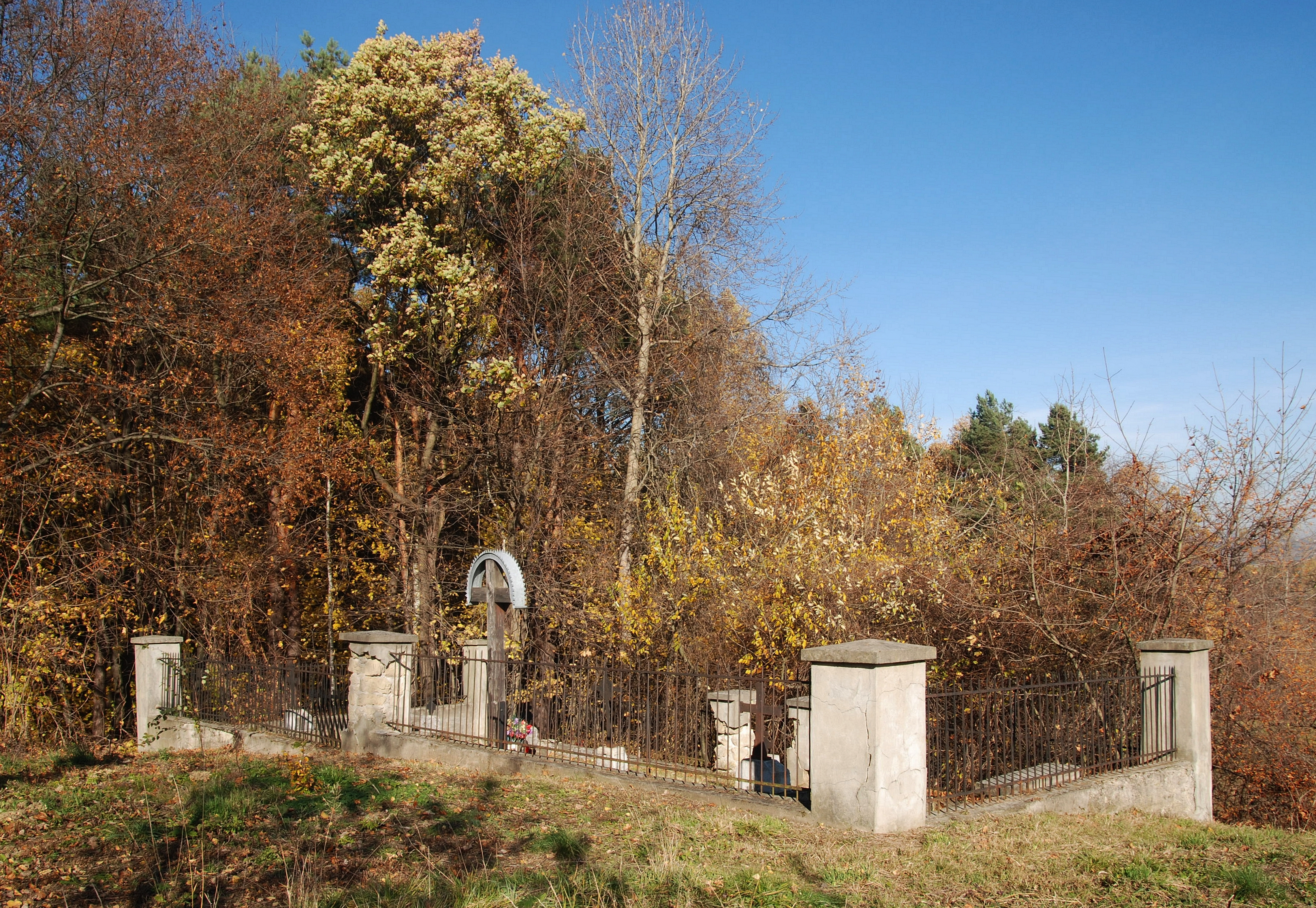
Cmentarz wojenny nr 96
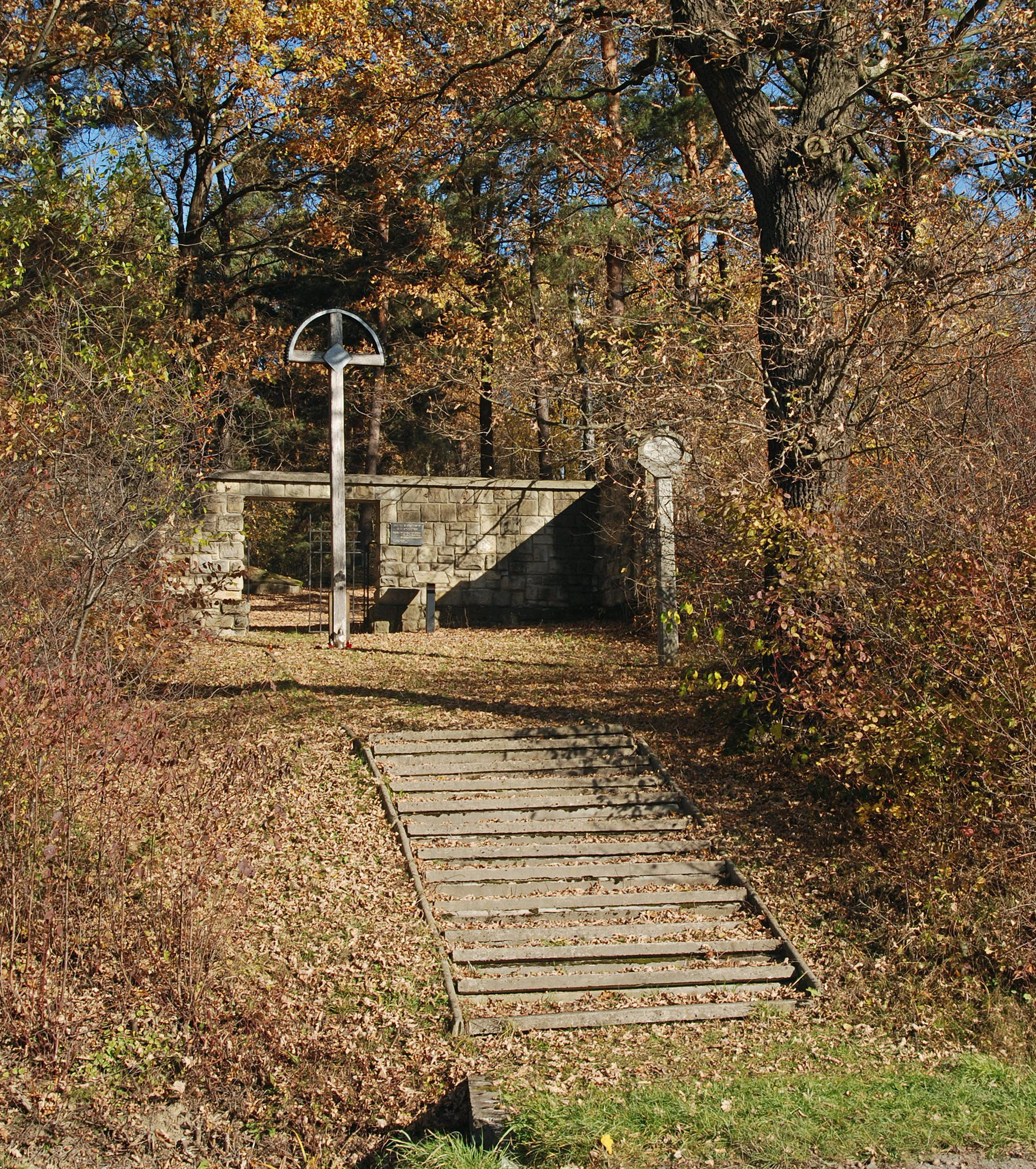
Cmentarz wojenny nr 97